# Amborellaceae
Amborellaceae is een botanische naam, voor een familie van bedektzadigen. Een dergelijke familie wordt tegenwoordig algemeen erkend door systemen voor plantentaxonomie.
De familie bestaat uit één soort, Amborella trichopoda, die voorkomt op Nieuw-Caledonië.
In het APG-systeem (1998) en het APG II-systeem (2003) wordt de familie niet in een orde geplaatst. De APWebsite [2 dec 2006] en het APG III-systeem (2009) plaatst haar in een eigen orde Amborellales.
In het Cronquist-systeem (1981) werd de familie geplaatst in de orde Laurales.

## Geslachten[1]
- Amborella Baill.